# Jan Hamerski (polityk)
Jan Wincenty Hamerski (ur. 15 września 1951 w Szczawnicy) – polski polityk, samorządowiec, nauczyciel i działacz góralski, w latach 2002–2006 starosta powiatu nowotarskiego, od 2002 do 2008 prezes Związku Podhalan, senator IX, X i XI kadencji.

## Życiorys
Syn Bronisława i Ewy. W 1974 ukończył historię na Wydziale Filozoficzno-Historycznym Uniwersytetu Jagiellońskiego. Był zatrudniony m.in. jako nauczyciel, pracownik fizyczny i umysłowy.
W 1975 wstąpił do Związku Podhalan. Był prezesem oddziału ZP w Szczawnicy, wiceprezesem ZG, a w latach 2002–2008 prezesem zarządu głównego tej organizacji.
Od lat 90. związany z samorządem terytorialnym. Pełnił funkcję burmistrza miasta i gminy Szczawnica. W wyborach samorządowych w 1998 został wybrany na radnego powiatu nowotarskiego z listy Akcji Wyborczej Solidarność. Zajmował stanowiska wicestarosty (w I kadencji) i starosty (w II kadencji). W wyborach w 2006 z listy Prawa i Sprawiedliwości uzyskał mandat radnego sejmiku małopolskiego. Na początku 2010 został wykluczony z PiS, jednak na skutek odwołania przywrócono mu kilka miesięcy później członkostwo w tej partii. W 2010 i 2014 ponownie wybierany do samorządu województwa na kolejne kadencje.
W wyborach parlamentarnych w 2005, będąc kandydatem Ligi Polskich Rodzin, wystartował po raz pierwszy do Senatu. W okręgu nr 13 zajął wówczas trzecie miejsce (obsadzano tam dwa mandaty). W wyborach w 2011 wystartował jako kandydat niezależny w okręgu nr 36, przegrywając ze Stanisławem Hodorowiczem. W 2015 w tym samym okręgu z ramienia PiS zdobył miejsce w izbie wyższej (otrzymał 86 955 głosów). W 2019 uzyskał senacką reelekcję, zdobywając 113 454 głosy. W Senacie X kadencji objął funkcję przewodniczącego Komisji Infrastruktury. W 2023 utrzymał mandat senatora na kolejną kadencję (z wynikiem 109 899 głosów). Ponownie stanął na czele Komisji Infrastruktury.